# 485

## Esdeveniments
- Excomunió de Pere Ful·ló, Patriarca d'Antioquia[1]

## Necrològiques
- Procle